# Аязмо Малка Богородица (Минерални бани)
Аязмото Малка Богородица е християнизирано езическо мегалитно светилище, разположено на 200 m югозападно от античната и средновековна крепост Свети Дух, на територията на село Минерални бани (Област Хасково).

## Описание и особености
Аязмото е възникнало около извор с лековита минерална вода, бликнал от естествена кръгла дупка в монолитна скала. В наши дни изворът е каптиран, а водата му е изведена в голяма чешма, разположена на брега на близката Банска река.
Монолитната скала, около която е възникнал свещеният извор се състои от две части свързани T-образно. Горната част на скалата е с разположение изток – запад, а долната се спуска от север на юг, като слиза към коритото на реката. Видимата дължина на двете скали е около 15 m, а височината ѝ се мени, като на повечето места по протежението ѝ е 3 m, но има сектори в които стига до 4 m.
Горната част на скалата е затрупана от южната страна в изкуствен могилен хълм, укрепен на места от запад със сухи зидове от големи необработени камъни. В началото на западния склон, след края на видимите части на горната скала, са издялани грубо по гърба на затрупаната скала шест стъпала от стълбище, което води към заравнения връх на хълма, което заема площ от около половин декар.
Централно място в този култов мегалитен комплекс от скала, лековита вода и височина заема кръгъл отвор (провирало), оформен където горната скала се допира в горната. Отворът е на височина 0.60 m от основата на скалата. Диаметърът на провиралото е 0.90 m, а дълбочината му 0.70 m. Горната част на скалния отвор има естествена форма на свод, а долната е вдлъбната дъговидно в скалата.
В източната страна на скалата също са издълбани множество яйцевидни ниши, които са силно изветрели, но все още видими.

## Обредност
Провиралото се е посещавало редовно в миналото главно от жени от околните села, които се провират за здраве през отвора. Традиция е поклонниците да преминават по три пъти през провиралото, за да „остане лошото тук“, а поклонникът да излезе от другия край пречистен. През провиралото се влиза от запад и се излиза от изток. За да се достигне височината на отвора пред него са издълбани две стъпала в скалата.
Отворът е оформен по-добре от западната страна – горната страна на свода е била укрепвана допълнително, така че се очертава по-ясно апсидата. Укрепени са и двете странични очертания на кръга, като в долната част личи и отвора на полуразрушена трапецовидна ниша. Пред провиралото, по цялата повърхност на скалата са издълбани ниши с яйцевидна форма, подобно на тези от Стъпката на Богородица в центъра на Минерални бани.
До скалата-светилище е долепен малък параклис посветен на Света Богородица, чийто храмов празник е на 8 септември – Рождение на Света Богородица.
Не се знае кога е издигнат параклисът. В годините на тоталитарния комунистически режим – между 1944 и 1989 година, мястото е запуснато и почти изоставено. Към края на 1990-те старият параклис е разрушен и на негово място е издигнат нов. Пред входа му е вкопан малък надгробен паметник с релефни очертания на кръст върху лицевата му страна.